# Daniel Boulay
Pour les articles homonymes, voir Boulay.
Daniel Boulay, né le 26 septembre 1946 à La Chapelle-Saint-Rémy, est un homme politique français, membre du PCF.

## Biographie
Adhérant au PCF à partir de 1965, il devient en 1977 troisième adjoint au maire du Mans nouvellement élu, Robert Jarry. L'année suivante, il est élu dans la 2e circonscription de la Sarthe en battant le candidat RPR Jean-Paul Parisot, soutenu par le député sortant qui avait fait son entrée au Sénat quelques mois auparavant.
Candidat à sa réélection aux législatives de 1981, il arrive en seconde position derrière le candidat socialiste Raymond Douyère et se retire en faveur de ce dernier. Un an plus tard, il remporte un siège de conseiller général dans le canton du Mans-Sud-Ouest puis en 1983, il hérite du poste de premier adjoint. En 1988, il est réélu au conseil général.
À la suite de l'exclusion de Robert Jarry du Parti communiste, il est désigné candidat officiel du parti aux municipales de 1989 dans la cité mancelle mais il est sévèrement battu dès le premier tour en obtenant seulement 5,22 % des suffrages exprimés, très loin derrière les listes d'union de la gauche du maire sortant et de droite de l'UDF-PR Jacques Dorise.
En 1994, il se représente aux élections cantonales mais terminant en troisième position et ne pouvant se maintenir, il apporte son soutien à André Langevin, candidat du PS.
Il est par ailleurs vice-président de la communauté urbaine du Mans et conseiller régional des Pays de la Loire.

## Détail des fonctions et des mandats
Mandat parlementaire
- 19 mars 1978 - 22 mai 1981 : député de la 2e circonscription de la Sarthe

Mandats locaux
- 25 mars 1977 - 18 mars 1983 : troisième adjoint au maire du Mans
- 21 mars 1982 - 20 mars 1994 : conseiller général du canton du Mans-Sud-Ouest
- 18 mars 1983 - 17 mars 1989 : premier adjoint au maire du Mans
- Conseiller régional des Pays de la Loire[Quand ?]
- Vice-président de la communauté urbaine du Mans[Quand ?]